# Беркаталь
Беркаталь (нім. Berkatal) — сільська громада в Німеччині, знаходиться в землі Гессен. Підпорядковується адміністративному округу Кассель. Входить до складу району Верра-Майснер.
Площа — 19,56 км2. Населення становить 1442 ос. (станом на 31 грудня 2020).